# Долина (Синельниковский район)
Долина (укр. Долина, до 2024 года — Красное) — село, Васильковская поселковая община, Синельниковский район, Днепропетровская область, Украина.
Код КОАТУУ — 1220755105. Население по переписи 2001 года составляло 76 человек.

## Географическое положение
Село Красное находится на расстоянии в 1 км от села Манвеловка. Рядом проходит железная дорога, станция Крутоярка в 3-х км.